# Henrique Stroeter
Henrique Cerqueira Stroeter (São Paulo, 13 de julho de 1963) é um ator e dublador brasileiro.
Recentemente participou da websérie "Alô?! Alô?! Planeta Terra Chamando" de criação de Flavio de Souza e Fernando Vítolo falando sobre a trilogia do Rá-Tim-Bum que participou na TV Cultura de 1989 a 2005.

## Filmografia

### Cinema
| Ano  | Título                              | Papel                |
| ---- | ----------------------------------- | -------------------- |
| 2015 | O Que Eu Não Sei Sobre o Amor       | Psicólogo            |
| 2010 | O Voo do Avestruz                   | Alcides              |
| 2006 | Manual para Atropelar Cachorro      | Cliente Maluco       |
| 2003 | O Martelo de Vulcano                | Solek                |
| 1999 | Por Trás do Pano                    | Garçom               |
| 1998 | Boleiros - Era uma Vez o Futebol... | Motorista do Guincho |
| 1995 | A Desforra da Tia                   | Marcelo              |
| 1988 | Um Professor Atrapalhado            | Valentão             |

### Televisão
| Ano     | Título                           | Personagem                                | Notas                             |
| ------- | -------------------------------- | ----------------------------------------- | --------------------------------- |
| 2025    | Mundo da Lua                     | Rubens (Bão)                              |                                   |
| 2023    | A Infância de Romeu e Julieta    | Cláudio                                   | Participação Especial             |
| 2023    | Castelo Rá-Tim-Bum: O Reencontro | Ele mesmo                                 |                                   |
| 2017    | Carinha de Anjo                  | Coruja                                    |                                   |
| 2016    | Carrossel em Desenho Animado     | Rafael Palillo (voz)                      | Dublagem                          |
| 2014-16 | Quintal da Cultura               | Vários Personagens / Romeu                |                                   |
| 2013    | 3 Teresas                        | Paulo Roberto                             |                                   |
| 2013    | A Mulher do Prefeito             | Soldado Camargo                           |                                   |
| 2012-13 | Carrossel                        | Rafael Palillo                            |                                   |
| 2005    | Carandiru, Outras Histórias      | Pereira                                   | Episódio: "Além da Imaginação"    |
| 2002    | Os Normais                       | Ciro                                      | Episódio: "Ser Mau é Normal"      |
| 2002    | Ilha Rá-Tim-Bum                  | Coiso                                     |                                   |
| 2001    | Sandy & Junior                   | Moa Albert                                | Episódio: "Aracupas e Armadilhas" |
| 1999-00 | As Aventuras de Tiazinha         | José dos Santos Ferreira Pinto (Zé Pinto) |                                   |
| 1999    | A Guerra dos Pintos              | José dos Santos Ferreira Pinto (Zé Pinto) |                                   |
| 1994    | Castelo Rá-Tim-Bum               | Perônio                                   |                                   |
| 1992    | X-Tudo                           | Repórter                                  |                                   |

### Teatro
| Título                                            |
| ------------------------------------------------- |
| Getsêmani                                         |
| Fack You Baby                                     |
| Tudo Pelo Bem da Ciência                          |
| Teatro do Castelo Rá-Tim-Bum                      |
| 25 Homens                                         |
| Arsênico e Alfazema                               |
| Os Mané                                           |
| Não Escrevi Isso                                  |
| Um Choppes e Dois Pastel e Uma Porção de Bobagens |
| Proibido Para Menores                             |
| O Auto dos Palhaços Baixos                        |
| U Fabuliô                                         |
| As Nuvens e/ou Um Deu$ Chamado Dinheiro           |
| Bolinha e Bolão                                   |
| Vaca do Nariz Sutil                               |
| Os 39 Degraus                                     |
| Morte Acidental de um anarquista                  |